# Vachiravit Paisarnkulwong
Vachiravit Paisarnkulwong (tiếng Thái: วชิรวิชญ์ ไพศาลกุลวงศ์, phiên âm: Va-chi-ra-vít Pai-san-cun-la-vong, sinh ngày 31 tháng 8 năm 1996) còn có nghệ danh là August (ออกัส) là một diễn viên, ca sĩ và người mẫu người Thái Lan trực thuộc Channel 3. Anh được biết đến qua vai chính đầu tiên Pete trong phim BL Love Sick: The Series (2014) và vai bác sĩ Param trong phim Cô nàng đầu bếp của tôi (2021).

## Tiểu sử và học vấn
August sinh ngày 31 tháng 8 năm 1996 tại Băng Cốc, Thái Lan.
Anh tốt nghiệp Cử nhân Khoa học thể thao trường Đại học Thammasat.

## Sự nghiệp
Năm 2014, anh bắt đầu sự nghiệp diễn xuất với vai Pete trong phim BL Love Sick: The Series.

### 2021
Năm 2021, anh gây sốt với vai diễn bác sĩ Param trong bộ phim Cô nàng đầu bếp của tôi. Bộ phim đánh dấu lần hợp tác thứ 2 của anh và Namfah. Với diễn xuất ăn ý và phản ứng hóa học của cặp đôi, bộ phim đã tạo nên cơn sốt tại Thái Lan..

### 2022
Bộ phim Cô nàng đầu bếp của tôi được phát sóng vào năm 2021 nhưng đến tận giữa năm 2022 bộ phim mới nhận được sự quan tâm của khán giả tại Việt Nam.
Vào tháng 8 năm 2022, đài CH3 tiết lộ Namfah và August sẽ tái hợp trong 2 dự án phim mới.

## Các phim đã tham gia

### Phim điện ảnh
| Năm  | Tên gốc                      | Tên tiếng Việt                    | Vai             | Đóng với                                                                           |
| ---- | ---------------------------- | --------------------------------- | --------------- | ---------------------------------------------------------------------------------- |
| 2019 | Pee Nak                      | Ngôi đền kỳ quái                  | Nong            | Jannine Weigel                                                                     |
| 2020 | Pee Nak 2                    | Ngôi đền kỳ quái 2                | Nong            | Phiravich Attachitsataporn                                                         |
| 2022 | Side Seeing                  | Là mây trên bầu trời của ai đó    | Boy             | Ngọc Lan Vy                                                                        |
| 2023 | Immortal Species             | Sinh vật bất tử                   | Burin           | Nattapon Raiyawong, Phatchaya Phiansamoe, Natouch Siripongthon, Ploynarin Sornarin |
| 2023 | Tid Noi: More Than True Love | Tình Người Duyên Ma: Ngoại Truyện | Hộ Tăng của Mak |                                                                                    |
| 2024 | Exit                         | TBA                               | Luke            | Mook Worranit, Bright Rapheephong, Ngọc Lan Vy                                     |

### Phim truyền hình
| Năm  | Tên gốc                                   | Tên tiếng Việt                                    | Vai                                 | Đài    |
| ---- | ----------------------------------------- | ------------------------------------------------- | ----------------------------------- | ------ |
| 2014 | Love Sick: The Series                     | Yêu là yêu                                        | Pete                                | CH9    |
| 2015 | Ghost Wave: The Series                    |                                                   | Ja                                  | CH9    |
| 2015 | Love Sick: The Series Season 2            | Yêu là yêu 2                                      | Pete                                | CH9    |
| 2015 | Part of Love                              |                                                   | Icon                                | CH9    |
| 2016 | Nongmai Club                              |                                                   | Atom                                | CH3    |
| 2017 | U-Prince Series: The Extroverted Humanist | Chàng hoàng tử trong mơ: The Extroverted Humanist | Firstclass                          | GMM 25 |
| 2017 | U-Prince Series: The Single Lawyer        | Chàng hoàng tử trong mơ: The Single Lawyer        | Firstclass                          | GMM 25 |
| 2017 | Tawan Yor Saeng                           | Ánh hoàng hôn rực rỡ                              | Nopadol / "Iang"                    | CH3    |
| 2018 | Behind The Sin: The Series                |                                                   | Chin                                | CH3    |
| 2018 | Notification: The Series                  |                                                   | Naphat Panyanakoon                  | Mello  |
| 2019 | Krong Karm                                | Lồng nghiệp chướng                                | Mongkhon Asawarungruangkit / "Asee" | CH3    |
| 2019 | Dive                                      | Chinh phục thanh xuân                             | Golf                                | Youku  |
| 2020 | Duang Baeb Nee Mai Mee Ju                 | Vận mệnh kiểu này không có xui                    | Guy                                 | CH3    |
| 2021 | Mae Krua Kon Mai                          | Cô nàng đầu bếp của tôi                           | Param Montianrak                    | CH3    |
| 2022 | Yomathut Kub Poot Sao                     | Thần nam quỷ nữ                                   | Weha                                | CH3    |
| 2023 | Rak Sood Jai Yai Tua Saeb                 | Yêu em yêu trọn con tim                           | Thian                               | CH3    |
| 2024 | Rak Thuam Thung                           | Duyên vị tình nồng                                | Mana Phanphlai                      | CH3    |
| 2024 | Addicted Heroin                           | TBA                                               | Hero                                | WeTV   |

## Âm nhạc

### Ca khúc nhạc phim
| Năm  | Tên bài hát                                          | Ghi chú                           |
| ---- | ---------------------------------------------------- | --------------------------------- |
| 2014 | "อยากเก็บเธอไว้ทั้งสองคน" (I Need the Both of You)       | Nhạc phim Love Sick: The Series   |
| 2015 | "อยากบอกรัก" (Memory) (với Saranthon Klaiudom)        | Nhạc phim Ghost Wave: The Series  |
| 2015 | "ฝัน, ฉัน, เธอ" (Dream, Me, You) (với Tanont Chumroen) | Nhạc phim Part of Love            |
| 2020 | "หัวใจให้เธอ" (My Heart For You) (với Bowling Manida)  | Nhạc phim Chiêu trò lừa gạt       |
| 2021 | "ขอเชื่อใจตัวเอง" (Can I Trust My Heart)                | Nhạc phim Cô nàng đầu bếp của tôi |
| 2022 | "ติดเธอ" (Addicted To You)                            | Nhạc phim Thần nam quỷ nữ         |

## Giải thưởng và đề cử
| Năm  | Giải thưởng                    | Hạng mục                                                                    | Tác phẩm được đề cử   | Kết quả   | Nguồn       |
| ---- | ------------------------------ | --------------------------------------------------------------------------- | --------------------- | --------- | ----------- |
| 2015 | TUTV Awards                    | POP Young Man of the Year                                                   | —                     | Đoạt giải |             |
| 2015 | Daradaily Digital Gen Awards   | Best Digital Star of the Year                                               | —                     | Đoạt giải | [ 3 ]       |
| 2015 | 10th OK! Awards                | The Hottest Cast                                                            | Love Sick: The Series | Đoạt giải | [ 4 ]       |
| 2015 | ZEN Stylish Awards             | Popular Vote                                                                | Love Sick: The Series | Đoạt giải | [ 5 ]       |
| 2016 | Mekkala Awards                 | Rising Star Award                                                           | Love Sick: The Series | Đoạt giải | [ 6 ]       |
| 2016 | 10th Kazz Awards               | Popular New Male Star                                                       | —                     | Đoạt giải | [ 7 ] [ 8 ] |
| 2017 | National Abstention Day        | Outstanding Individual in the Prevention and Control of Alcohol Consumption | —                     | Đoạt giải | [ 9 ]       |
| 2017 | 3rd Maya Awards                | Male Rising Star                                                            | Ánh hoàng hôn rực rỡ  | Đề cử     | [ 10 ]      |
| 2018 | Thailand Master Youth          | Youth Role Model Award                                                      | —                     | Đoạt giải |             |
| 2018 | 7th Daradaily The Great Awards | Male Rising Star of the Year                                                | Ánh hoàng hôn rực rỡ  | Đề cử     | [ 11 ]      |